# Esperanza Macarena
María Santísima de la Esperanza Macarena (sp: Heilige Maria van de Hoop van Macarena) is een Pauselijke gekroonde Mater dolorosa uit Sevilla. De verering is vernoemd naar de Sevillaanse wijk Macarena. Jaarlijks wordt deze door haar broederschap in processie naar de kathedraal gebracht tijdens de Semana Santa.

## Geschiedenis
Het beeld is gesneden door een anonieme Sevillaanse meester in de 17e eeuw. Ze is doorheen de eeuwen verschillende malen gerestaureerd. Haar cultus dateert uit de 16e eeuw. Sevillanen noemen haar "Madre de Sevilla". Ze wordt beschouwd als de meest vereerde Dolorosa van Spanje. In de 19e eeuw verkreeg de broederschap het koninklijk predicaat op voorspraak van koningin Maria Christina van Oostenrijk; ze was in het gezelschap van prins Alfonso. Op 14 mei 1904 vereerde Alfonso, inmiddels koning, de broederschap opnieuw met een bezoek, in het bijzijn van de eerste minister. Nadat hij de eed aflegde werd hij Ere-Hoofdman voor het leven.
In deze periode groeide de cultus aan en werd ter ere van haar een grote triomfboog gebouwd. De plechtige inwijding werd bijgewoond door verschillende koninklijke infanta's, waaronder de infanta Esperanza de Borbón. Het is aan haar te danken dat de beroemde grote praalmantel door Juan Manuel Rodríguez Ojeda werd geborduurd in fijn goud en er ook kwam. In 1925 telde de broederschap reeds meer dan 1000 confraters en tijdens de eerste hulde op haar feestdag schoven meer dan 10.000 Sevillanen aan om haar eer te bewijzen.
Op 17 februari 1963 werd de pontificale bul gepubliceerd door paus Johannes XXIII om de Macarena pauselijk te kunnen kronen. De plechtige kroning gebeurde op 27 mei 1964 in de kathedraal na een grote processie door de kardinaal-aartsbisschop en 5 bisschoppen die de pontificale hoogdienst meecelebreerden. De dienst werd bijgewoond door de infanta Esperanza de Borbón y Orleáns en prinses Anna van Frankrijk.
In 2025 ontstond er grote verontwaardiging door een slecht uitgevoerde restauratie aan het aangezicht. Het bestuur van de broederschap kreeg hiervoor veel opmerkingen, en ook de lokale pers was zeer krtisch. Het beeld werd twee keer gerestaureerd in minder dan 24u tijd.

## Hermandad
Een koninklijke broederschap staat in voor de cultus van de Macarena. Deze broederschap heeft ongeveer 13.000 leden en haar volledige naam luidt Real, Ilustre y Fervorosa Hermandad y Cofradía de Nazarenos de Nuestra Señora del Santo Rosario, Nuestro Padre Jesús de la Sentencia y María Santísima de la Esperanza Macarena (Koninklijke, illustere en bijzonder begunstigde broederschap van nazarenos van Onze-Lieve-Vrouw van de Heilige Rozenkrans, onze-Lieve-Heer- Jezus van het Vonnis en de Allerheiligste Maria van de Hoop van Macarena). Op Witte Donderdag verlaat de Macarena haar basiliek en gaat in processie door de Macarenawijk naar de kathedraal. Gedurende de processie wordt ze bejubeld door de Sevillanen, die haar ¡Macarena: Guapa! (Macarena: Schoonheid!) toeschreeuwen. Ook wordt het beeld talloze malen bezongen door saetazangers, gedurende de hele nacht. Op het einde van de processie, bij het binnengaan van het beeld strooit de hermandad een bloemenzee van rozen over haar uit.

## Basílica de la Macarena
De broederschap verkreeg het pauselijk voorrecht om in een basilica minor te zetelen. De huidige kerk is speciaal voor de Esperanza Macarena gebouwd. Naast dit beeld, vereert de broederschap ook de devotiebeelden van OLV van de Heilige Rozenkrans en Onze Lieve Heer van het Vonnis. Dagelijks wordt de basiliek bezocht door devote Sevillanen die er komen bidden.

## Museum
De broederschap beheert ook een museum, waarin de verschillende pronkstukken behorend aan de cultus worden bewaard. Naast de vele juwelen, kronen, mantels en edelsmeedwerk zijn er ook devote schenkingen van torero's te bewonderen.

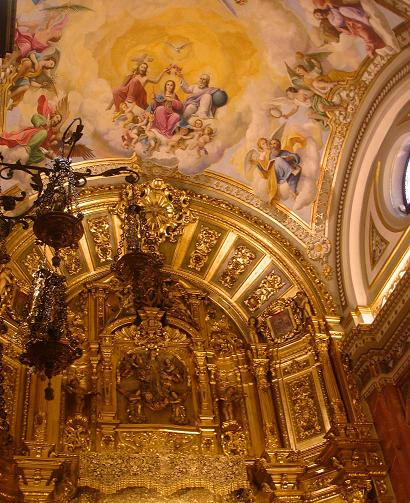
Hoogaltaar
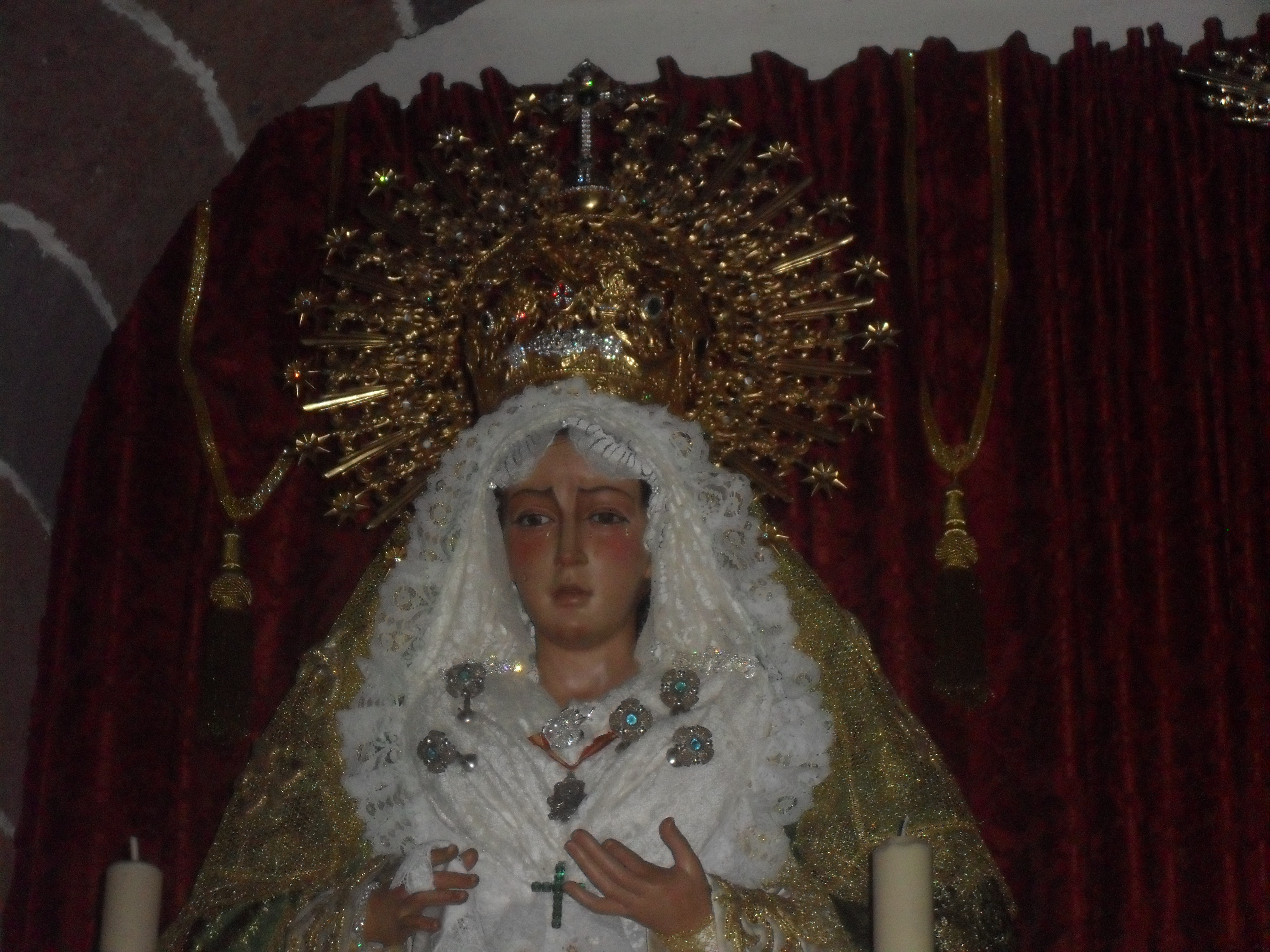
Esperanza Macarena, Santa Cruz de Tenerife